# Тамплієри (книга)
Тамплієри — збірка віршів українського письменника Сергія Жадана видана у 2016 році видавництвом Meridian Czernowitz. Книга налічує 39 віршів. У 2017 році збірка була нагороджена премією «ЛітАкцент року».

## Характеристика збірки

### Анотація
І ось вони повертаються з війни, на яку багатьох їх покликали, і помічають, що війна насправді тривала лише для них. І що відповідати за неї тепер доведеться лише їм. І прірва між їхньою відповідальністю та їхньою війною заповнена запеклістю й злістю, але також і вірою та наполегливістю. І подолати цю прірву може лише той, хто пам'ятає, з чого все почалося. А головне — знає, чим усе має закінчитися. «Тамплієри» — 39 віршів про війну, яку ніхто не оголошував, про біль, із яким ніхто не може впоратися, про любов, від якої ніхто не може відмовитися, та надію, на якій усе тримається..

### Назва
Сам Жадан визначає назву збірки як історичну метафору: тамплієри — лицарський орден, заснований у часи хрестових походів задля охорони прочан. Вони були воїнами-монахами і поєднували чернецтво з військовою справою. Потім, завдяки популярним історичним романам, з’явилася певна тамплієрська мітологія, і вони «відповіли за все».

### Символічність
У книзі йдеться про теперішній час, а саме про війну на Сході України та її наслідки для мирного населення, але передано цю ідею через призму Середньовіччя. Ось як це пояснює президент Meridian Czernowitz Святослав Помаранцев: 
|  | Що таке, за великим рахунком, Середньовіччя? Це світ, який обмежується тим, що ти бачив на власні очі. Або тим, у що ти віриш. Тобто в чому тебе змогли переконати. Це війни фанатиків та єретиків, спалення за віру й полювання на відьом, це чума як покарання й любов як зцілення. Середньовіччя — це спроба лишитися собою попри все мракобісся, яким наповнене повітря довкола тебе, прагнення називати речі своїми іменами, навіть коли тебе позбавляють права голосу. Одне слово, все те, що можна щоранку побачити у випуску теленовин |

### Ілюстрації
До збірки разом з віршами увійшло вісімнадцять картин українського постмодерного художника Олександра Ройтбурда. За його словами:
|                       | Пропозиція проілюструвати нову книгу Сергія Жадана полестила мені й зацікавила. У певному сенсі ми всі живемо в епоху Жадана. Сергій сьогодні — чи не найважливіша постать нової української літератури. Крім того, я сприймаю його як голос розуму і взірець чесної позиції письменника у наш розшарпаний час у нашій вже вкотре в муках самонароджуваній країні. Я вирішив не ілюструвати буквально конкретні тексти, а створити таку собі сюїту за мотивами власних робіт різних років, образи яких — за моїми відчуттями — перегукуються з поезією Сергія. Наскільки це вдалося — судити вам. |
| — Олександр Ройтбурд, | |